# Magda Stachula
Magda Stachula, właściwie Magdalena Stachula-Nieścioruk (ur. 11 lipca 1982 w Krasnymstawie) – polska pisarka, autorka bestsellerowych thrillerów psychologicznych.

## Życiorys
Urodziła się w Krasnymstawie na Lubelszczyźnie. Ukończyła judaistykę na Uniwersytecie Jagiellońskim. Zanim została pełnoetatową pisarką przez kilka lat pracowała w firmie sprzedającej kamery do monitoringu wizyjnego. Mieszka w Krakowie, ma męża i dwóch synów.

## Twórczość
Obraz z kamery zainstalowanej na specjalnym tramwaju (Mazací tramvaj 5572) jeżdżącym po Pradze stał się inspiracją do napisania jej debiutanckiego thrillera psychologicznego „Idealna” (wyd. Znak), który ukazał się w 2016 i został okrzyknięty pierwszym polskim domestic noir. Książka została bardzo dobrze przyjęta przez czytelników oraz krytyków literackich i szybko zdobyła status bestsellera. Została uznana za jeden z pięciu najlepszych debiutów 2016 roku według czytelników magazynu kryminalnego „Pocisk”, a w lutym 2017 roku została nominowana w Plebiscycie Książka Roku 2016, konkursie organizowanym przez portal lubimyczytać.pl w kategorii sensacja/kryminał/thriller. W listopadzie 2017 roku książka została wydana w Czechach pt. „Mazací tramvaj” (wyd. Albatros Media), a w styczniu 2018 roku miała miejsce włoska premiera książki „La donna perfetta” (wyd. Giunti Ediotre).
W 2017 roku ukazała się jej druga książka pt. „Trzecia” (wyd. Znak), także thriller psychologiczny, która znalazła się wśród czternastu książek nominowanych do Nagrody Wielkiego Kalibru.
W czerwcu 2018 roku premierę miał jej kolejny thriller psychologiczny „W pułapce” (wyd. Znak), który także szybko zdobył status bestsellera.
W 2018 roku opublikowała nowele w antologii „Zakochane Zakopane” (wyd. Filia) oraz „Zabójczy pocisk. Polska krew” (wyd. Agencja Wydawniczo-Reklamowa Skarpa Warszawska).
W 2019 roku opublikowała thriller psychologiczny „Oszukana” (wyd. Edipresse Książki) oraz nowelę w antologii „Zabójcze święta” (wyd. Agencja Wydawniczo-Reklamowa Skarpa Warszawska).
W 2020 roku ukazał się thriller „Strach, który powraca” kontynuacja losów bohaterów z książki „Idealna” (wyd. Znak).
W 2021 roku premierę miał jej szósty thriller „Odnaleziona” kontynuacja losów bohaterów z książki „Oszukana” (wyd. Edipresse Książki).

### Powieści
- Idealna (17.08.2016), cykl: Idealna, tom I
- Trzecia (3.07.2017)
- W pułapce (20.06.2018)
- Oszukana (15.05.2019), cykl: Lena, tom I
- Strach, który powraca (1.07.2020), cykl: Idealna, tom II
- Odnaleziona (19.05.2021), cykl: Lena, tom II
- Ekipa na tropie. Tajemnica starej mapy (27.10.2021)
- Estrogen (12.01.2022), powieść napisana wspólnie z Klaudią Muniak i Alicją Sinicką
- Oskarżona (13.04.2022), cykl: Lena, tom III
- Gdzie jest Emma? (18.05.2022)
- Stalker (14.07.2022)
- Rozgrywka (1.09.2022)
- Nieobliczalna (13.10.2022)
- Pisarka (14.06.2023)

## Nagrody
- III nagroda w kategorii prozy w XV Ogólnopolskim i Polonijnym Konkurs Literackim im. Leopolda Staffa za pracę „Anna”[12]